# 北拉克洛河

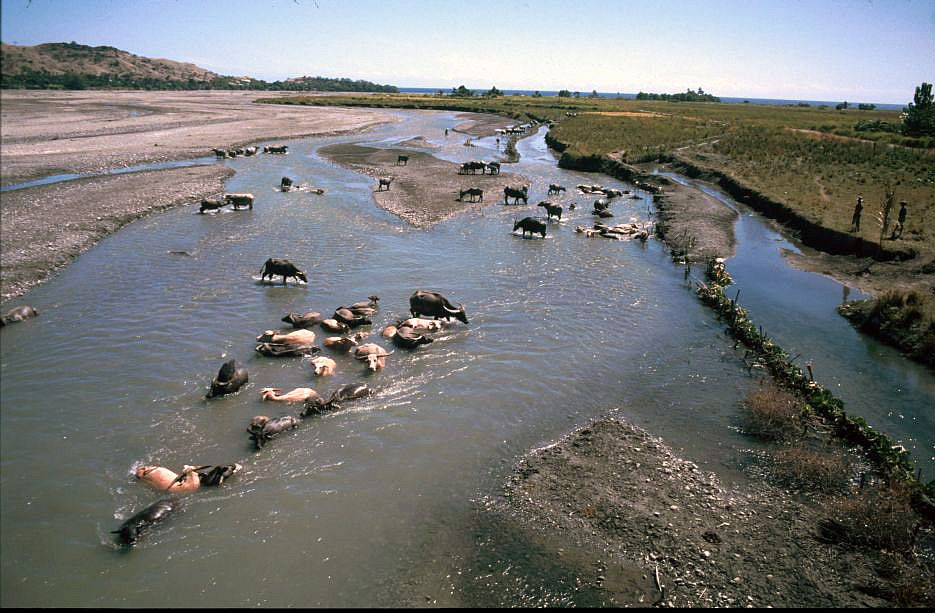
北拉克洛河的水牛

北拉克洛河（Northern Laclo River），是東帝汶的一條河流。它向東北流，在馬納圖托附近注入威塔海峽。北拉克洛河與位於東帝汶南部的南拉克洛河沒有關係，後者注入帝汶海。
8°30′58″S 126°00′34″E / 8.51611°S 126.00944°E